# Жетипшен
Жетипшен (каз. Жетипшен) — упразднённое село в Иртышском районе Павлодарской области Казахстана. Ликвидировано в 2001 г. Входило в состав Кызылкакского сельского округа.

## Население
В 1989 году население села составляло 58 человек.

По данным переписи 1999 года в селе проживало 40 человек (19 мужчин и 21 женщина).